# Rhochmopterum antineurum
Rhochmopterum antineurum är en tvåvingeart som först beskrevs av Munro 1935.  Rhochmopterum antineurum ingår i släktet Rhochmopterum och familjen borrflugor.
Artens utbredningsområde är Zimbabwe. Inga underarter finns listade i Catalogue of Life.